# Dactil
Dactilul este un picior de vers format dintr-o silabă accentuată urmată de două silabe neaccentuate. În metrica greco-latină desemna un picior metric compus din trei silabe, prima lungă (accentuată) și celelalte două scurte (neaccentuate), având un caracter descendent. Poetul Mihai Eminescu îi amintește într-un vers celebru din Scrisoarea a II-a, "Iambii suitori, troheii, săltărețele dactile".